# Мире
Мире (фр. Muret) град је у Француској, у департману Горња Гарона.
По подацима из 1999. године број становника у месту је био 20.735.

## Демографија
| 1962. | 1968.  | 1975.  | 1982.  | 1990.  | 1999.  | 2011.  |
| ----- | ------ | ------ | ------ | ------ | ------ | ------ |
| 6.693 | 13.039 | 14.778 | 15.844 | 18.134 | 20.735 | 24.085 |

## Партнерски градови
- Монзон